# Шеремет Марія Купріянівна
Шеремет Марія Купріянівна — український фахівець у галузі логопедії. Доктор педагогічних наук, професор. Перший заступник директора Інституту корекційної педагогіки та психології Національного педагогічного університету імені М. П. Драгоманова, віцепрезидент «Української асоціації корекційних педагогів».

## Біографія
Народилась в с. Пугачівка Рокитнянського району Київської області. У 1974 році закінчила Київський державний педагогічний інститут імені О. М. Горького за спеціальністю логопед.
1979 року отримала ступінь кандидата педагогічних наук, захистивши кандидатську дисертацію у Науково-дослідному інституті дефектології АПН СРСР, Москва. Тема кандидатської — «Готовність слабочуючих дітей до навчання в школі». У 1987 році отримала звання доцента зі спеціальності-«спеціальна педагогіка». У 1997 році здобула ступінь доктора педагогічних наук, захистивши докторську дисертацію на тему «Психолого-педагогічні основи підготовки слабочуючих дітей до навчання в школі» у спеціалізованій вченій раді Інституту дефектології АПН України. З 2001 року має учене звання професора.
З 1998 року завідувач кафедри логопедії Інституту корекційної педагогіки та психології Національного педагогічного університету імені М. П. Драгоманова та обіймала посаду першого заступника директора інституту (з 2003).
З 2021 року декан факультету спеціальної та інклюзивної освіти Національного педагогічного університету імені М. П. Драгоманова
Викладає логопедію, психологію мовлення, основи психолінгвістики, основи наукових досліджень, вибрані питання сучасної логопедії на кафедрі логопедії НПУ імені М. П. Драгоманова Інституту корекційної педагогіки та психології.
Загальна мета наукових досліджень Марії Шеремет — науково-теоретичне забезпечення процесів діагностики та корекції порушень дитячого розвитку в умовах дошкільної та шкільної освіти. Об'єктом досліджень виступає дитина з порушеннями розвитку, яка вивчається в системі психолого-педагогічних факторів, що характеризуються різними формами розвивально-освітніх взаємодій; предметом досліджень є визначення та вивчення закономірностей відповідних порушень розвитку дитини їх механізмів та умов психічного розвитку такої дитини і процесів діагностики, корекції та реабілітації. Марія Шеремет є автором близько 200 публікацій.
Під керівництвом Марії Шеремет захищено 10 кандидатських та докторська дисертація.
Марія Шеремет є членом спеціалізованих вчених рад Інституту спеціальної педагогіки НАПН України; НПУ імені М. П. Драгоманова; Південноукраїнського державного педагогічного університету імені К. Д. Ушинського.

## Основні наукові праці
- Шеремет М. К. Програма з української мови для підготовчого — п'ятого класів школи слабочуючих (2-ге відділення): програма. — К: РУМК, 1986. — 63 с.
- Шеремет М. К. Буквар для підготовчого класу школи глухих. — К.: Перун, 1995—413 с.
- Шеремет М. К. Програма для дошкільних закладів дітей зі зниженим слухом: програма. — К.: Інститут змісту та методів навчання, 1995- 25 с.
- Шеремет М. К. Готовність слабочуючих дітей до навчання в школі: [монографія]. — К.: Віпол, 1996. −190 с.
- Шеремет М. К. Розвиток мовлення. Для підготовчого класу школи для дітей зі зниженим слухом підручник. — К.: Освіта, 1996. — 438 с.
- Шеремет М. К. Букварь для подготовительного класса школы глухих: підручник. — К.: Перун, 1997. — 413 с.
- Шеремет М. К. Вимова: підручник. — К.: Освіта, 1998—350 с.
- Шеремет М. К. Підручник для середньої школи «Вимова» (І кл. спец. шк.). — Богдана, 2001. — 280 с.;
- Шеремет М. К. Стандарти освіти (І-IV класи спеціальної школи для дітей з ТВМ). — К.: НПУ імені М. П. Драгоманова, 2004—120 с.
- Шеремет М. К. Логопедична робота при різних формах дислалії. — К.: НПУ імені М. П. Драгоманова, 2004. — 60 с.;
- Шеремет М. К. Навчально-програмовий комплекс «Адаптація-лого» Комп'ютерна програма. — К.: ТОВ Республіканський навчально-науковий центр «Діти-інваліди та нова інформаційна технологія», 2004;
- Шеремет М. К. Програми для загальноосвітньої школи для дітей з тяжкими порушеннями мовлення (підготовчий — 1 класи). — К.: Початкова школа, 2005. — 243 с. (у співавторстві);
- Шеремет М. К. Навчальна програма для 2-4 класів школи для дітей з ТПМ. — К.: Початкова школа. — 2005. — 264 с.;
- Хрестоматія з логопедії: навчальний посібник. — К.: КНТ, 2006, 360 с.;
- Хрестоматія з логопедії історичні аспекти: дислалія, дизартрія, ринолалія. — К.: КНТ, 2008.